# Nora Cecil

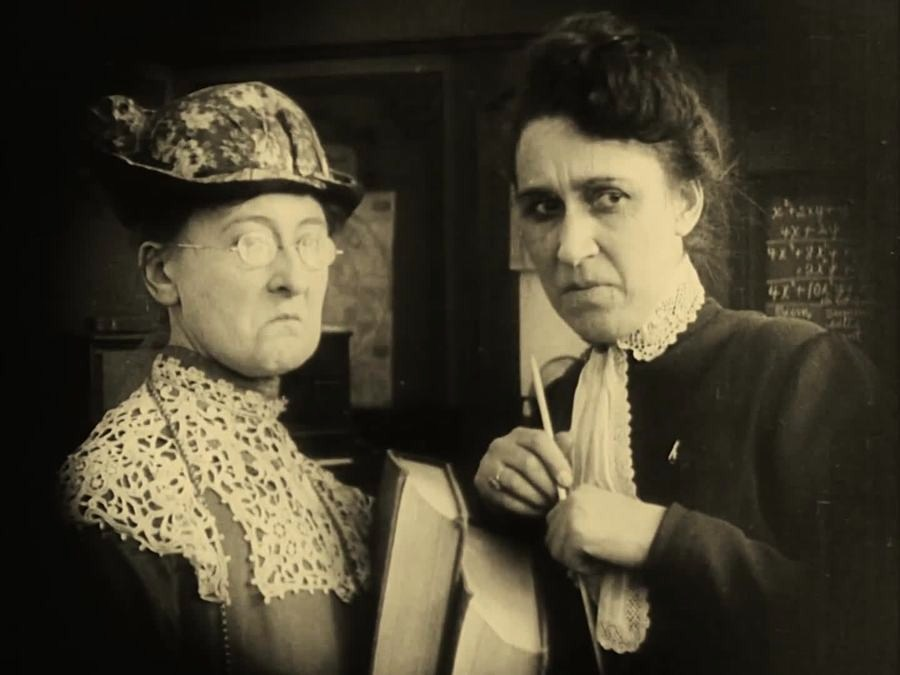
Nora Cecil (links) und Marcia Harris in The Poor Little Rich Girl (1917)

Nora Cecil (* 26. September 1878 in  England; † 1. Mai 1951 in Los Angeles, Kalifornien, USA) war eine englisch- (oder irisch-)stämmige US-amerikanische Schauspielerin.

## Leben
Nora Cecil gab ihr Bühnendebüt in London im Alter von 19 Jahren und spielte in ihrer Jugend einige Hauptrollen. Später siedelte sie in die Vereinigten Staaten um und absolvierte ihren frühesten bekannten Stummfilmauftritt im Jahr 1915. Eine ihrer ersten im Abspann genannten Filmrollen hatte sie 1918 in dem Stummfilm Prunella von Regisseur Maurice Tourneur. In dem 1928 veröffentlichten Film A Trick of (the) Hearts durfte Cecil ihre erste Hauptrolle spielen. Auch in dem Horrorfilm Seven Footprints to Satan, der im Folgejahr 1929 erschien, spielte sie als Hexe eine größere Rolle. 
Ihre bekanntesten Darbietungen gab Cecil in zahlreichen, oft kleineren Nebenrollen, in denen sie auch aufgrund ihrer äußeren Erscheinung vorwiegend den Typus der moralisierenden oder schmallippigen älteren Frau verkörperte. Hierbei stellte sie etwa streitsüchtige Schwiegermütter, unverheiratete Tanten, neugierige alte Jungfern, Lehrerinnen, Fürsorgerinnen oder resolute Hauswirtinnen dar. In den Jahren 1932 bis 1934 wirkte sie an der Seite legendärer Filmkomiker wie Laurel und Hardy (Die Teufelsbrüder, 1932), Will Rogers (Dr. Bull, 1933) und W. C. Fields (als strenge Hotelbetreiberin in Die gute alte Zeit, 1934). 1939 spielte Cecil in dem Western-Klassiker Ringo von John Ford die Hauswirtin, die zunächst ihren alkoholsüchtigen Untermieter, dann, im Verein mit weiteren Damen, eine Prostituierte aus der Stadt vertreibt.
In Besetzungslisten erscheint der Name der Schauspielerin in diversen Varianten, darunter Nora oder Norah Cecil oder Cecile. Ihr filmisches Schaffen umfasst mehr als 200 Filme zwischen 1915 und 1947. 

## Filmografie (Auswahl)
- 1915: The Arrival of Perpetua
- 1917: The Little Duchess
- 1918: Prunella
- 1922: Frauen auf schiefer Bahn (Manslaughter)
- 1925: Die Steppenreiter von Texas (Tumbleweeds)
- 1926: Der scharlachrote Buchstabe (The Scarlet Letter)
- 1926: Wer niemals einen Kuß geküsst (Chip of the Flying U)
- 1927: Nur nicht locker lassen (The Demi-Bride)
- 1927: Die Teufelstänzerin (The Devil Dancer)
- 1929: Sieben Schritte zu Satan (Seven Footprints to Satan)
- 1930: Höllenflieger (Hell’s Angels)
- 1931: Street Scene
- 1931: East Lynne
- 1931: Die Sünde der Madelon Claudet (The Sin of Madelon Claudet)
- 1931: Arrowsmith
- 1932: Sehnsucht ohne Ende (Forbidden)
- 1932: Die Teufelsbrüder (Pack Up Your Troubles)
- 1932: Hot Saturday
- 1932: The Bitter Tea of General Yen
- 1933: Abenteuer in zwei Erdteilen (King of the Jungle)
- 1933: Die weiße Schwester (The White Sister)
- 1933: Der kleine Gangsterkönig (The Little Giant)
- 1933: Ganovenbraut (Hold Your Man)
- 1933: Dr. Bull (Doctor Bull)
- 1933: Serenade zu dritt (Design for Living)
- 1934: You’re Telling Me!
- 1934: Hollywood Party
- 1934: Die gute alte Zeit (The Old Fashioned Way)
- 1934: In goldenen Ketten (Chained)
- 1934: Die lustige Witwe (The Merry Widow)
- 1934: Der Schrecken der Rennbahn (6 Day Bike Rider)
- 1934: Das Mädel aus der Unterwelt (Upperworld)
- 1934: Abenteuer in Borneo (Pursued)
- 1935: Polizeiauto 99 (Car 99)
- 1935: Die Goldgräber von 1935 (Gold Diggers of 1935)
- 1935: Spiel mit dem Feuer (Grand Exit)
- 1935: Fräulein Wirbelwind (Vagabond Lady)
- 1936: Tanzende Piraten (Dancing Pirate)
- 1936: Blinde Wut (Fury)
- 1936: The Big Broadcast of 1937
- 1937: Night Must Fall
- 1937: Mein Leben in Luxus (Easy Living)
- 1937: Denen ist nichts heilig (Nothing Sacred)
- 1939: Ringo (Stagecoach)
- 1939: Die Abenteuer des Huckleberry Finn (The Adventures of Huckleberry Finn)
- 1939: Liebe und Leben des Telefonbauers A. Bell (The Story of Alexander Graham Bell)
- 1939: Union Pacific
- 1940: Glückspilze (Lucky Partners)
- 1940: Hit Parade of 1941
- 1940: Der Bankdetektiv (The Bank Dick)
- 1941: Die ewige Eva (It Started with Eve)
- 1942: Meine Frau, die Hexe (I Married a Witch)
- 1943: Der unbekannte Gast (The Unknown Guest)
- 1943: Sensation in Morgan’s Creek (The Miracle of Morgan’s Creek)
- 1944: Heil dem siegreichen Helden (Hail the Conquering Hero)
- 1944: Der dünne Mann kehrt heim (The Thin Man Goes Home)
- 1944: Modell wider Willen (Together Again)
- 1945: Die Dame im Zug (Lady on a Train)
- 1946: Der Held des Tages (The Kid from Brooklyn)
- 1946: Erfüllte Träume (Two Sisters from Boston)
- 1947: Endlos ist die Prärie (The Sea of Grass)
- 1947: Trauer muss Elektra tragen (Mourning Becomes Electra)